# Woodson (Teksas)
Woodson je gradić u američkoj saveznoj državi Teksas. Prema popisu stanovništva iz 2010. u njemu je živjelo 264 stanovnika.